# Antonio Escudero Calvo

Antonio Escudero Calvo (Valladolid, 1889-Madrid, 1978) fue un ganadero español, afincado en Madrid y propietario de uno de los más acrisolados hierros de ganado bravo de España (Albaserrada) creado en 1919 con reses procedentes del conde de Santa Coloma y del marqués del Saltillo. 
Bajo la denominación de "Escudero Calvo Hermanos" fue uno de los principales proveedores de las grandes plazas españolas durante los años cuarenta y cincuenta del pasado siglo XX. 
Esta ganadería se caracteriza por la capa tradicionalmente cárdena de sus toros así como por la peligrosidad de los mismos.
En 1968 vendió su ganadería a Victorino Martín, nombre con el que se lidian con gran éxito en la actualidad los antiguos toros de Albaserrada.